# Amor en silencio
Amor en silencio (magyarul: Csendes szerelem), egy mexikói telenovella, amelyet 1988-ban készített a Televisa. A főszerepekben Erika Buenfil , Arturo Peniche és Omar Fierro, míg a gonosz szerepekben Margarita Sanz, Elvira Monsell, Alberto Mayagoitía, Alberto Estrella, Rosa Furman és Ada Carrasco  voltak. A Ne hagyj el! című 2015-ös mexikói telenovella eredeti változata.

## Történet
Marisela Ocampo (Erika Buenfil) egy gazdag, gyönyör és intelligens nő, aki azonban nagy ürességét érez, hisze életét unalmasnak és savanyúnak tartja. Pont ilyen helyzetben ismerkedik meg Fernandóval (Arturo Peniche), aki egy becsületes és jó ember, egy nagynevű családból. Amikor beleszeretnek egymásba, családjuktól mindenketten komoly elutasítást kapnak. Marisela apja, Miguel nem akarja, hogy Fernando a családjuk részévé váljon, mert más férfit szán ő lányának. Fernando testvére Mercedes (Margarita Sanz) – aki szerelmes testvérébe – nem hajlandó elfogadni más nőt Fernando oldalán, csak Paolát (Elvira Monsell), Marisela nővérét.  Marisela mindezek ellenére úgy dönt, hogy élete szerelmével, Fernandóval akar lenni. Hamarosan gyereket vár tőle és megszületik lányuk, Ana. Marisela megkéri Fernandót hogy vegye el feleségül amilyen gyorsan csak lehet a gyerek miatt.
Mercedes az esküvő hallatán teljesen megőrül: fegyvert fog és megöli Mariselát és Fernandót az Ocampo villában, miközben a lakodalmukra készülnének.
A lövöldözés közepette Marisela anyjának, Andreának hirtelen szívmegállása lesz, amibe belehal. Néhány évvel később Ana (Erika Buenfil) – Marisela és Fernando közös lánya –, aki egy amerikai bentlakásos iskolában nőtt fel, Sandyvel, legjobb barátnőjével együtt visszatér Mexikóba. Felnőttkén teljesen néhai anyjára hasonlít.  Visszatér nagyapja és nagynénje házába. Ezt látván Miguelnek bűntudata támad, amiért annak idején nem hallgatott a lányára, ezt kompenzálva próbál unokájához a nagyszülői szeretetével közeledni.
Ezzel szemben Paola megvetéssel néz unokahúgáról, akinek húga bukott szerelme jut eszébe. Ángel (Omar Fierro) – Miguel és Andrea örökbefogadott fia – egy süketnéma férfi aki gyerekkora óta szerelmes Anába. Ám szenved attól a megpróbáltatástól amit azért él át, mert nem tudja érzelmeit kifejezni Anának. Ennek ellenére harcolni akar Ana szerelméért. Már késő lesz, hisz Anát eljegyzi Diego, aki valójában kihasználja a lány érzéseit és csak az ő apján akar bosszút állni. Hamarosan kiderül, hogy Diego apja valójában, Miguel, ő pedig apja Elena Roblesszel (Olivia Bucio) folytatott házasságon kívüli viszonyából született meg.
Miguelnek így két fia van: Diego és Tomas. Diego apja iránti haraggal nő fel, testvérének és anyjának ő kívülálló volt, Miguel pedig nem volt hajlandó sosem elismerni fiának Diegót. Diego haragjának hátterében Ada áll, pénzéhes és gátlástalan anyai nagyanyja, akinek célja a családi viszály fenntartása. Ennek fényében az is nyilvánvaló, hogy Diego és Tomas, a néhai Marisela féltestvérei és Ana bácsikái.
Ana és Ángel szerelmét azonban egy sokkal súlyosabb veszély fenyegeti: Mercedes, aki időközben megszökött az elmegyógyintézetből, ahova évekig be volt zárva. Zavart elmeállapota miatt mikor Anát meglátja, azt hiszi hogy ő Marisela. Azt gondolja, hogy túlélte Marisela a lövöldözést. Így elhatározza egyszer és mindenkorra, "véget vet az ügynek".

## Szereposztás
- Erika Buenfil – Marisela Ocampo Trejo/Ana Silva Ocampo
- Arturo Peniche – Fernando Silva
- Omar Fierro – Angel Trejo
- Joaquín Cordero – Miguel Ocampo
- Margarita Sanz – Mercedes Silva
- Saby Kamalich – Andrea Trejo de Ocampo
- Patricia Pereyra – Sandy Grant
- Elvira Monsell – Paola Ocampo Trejo
- José Elías Moreno – José María Durán
- Alberto Estrella – Pedro
- Carlos Espejel – Aníbal
- Oscar Morelli – Julián Durán
- Isabel Martinez – "La Tarabilla" as Martina
- Olivia Bucio – Elena Robles
- Laura León – Alejandra
- Lucha Moreno – Consuelo de Durán
- Fernando Balzaretti – Jorge Trejo
- Alejandra Maldonado – Mayra Zambrano
- Isabel Martinez – "La Tarabilla" as Martina
- Edgardo Gazcon – Tomás Ocampo Robles
- Alberto Mayagoitia – Diego Ocampo Robles
- Rafael Rojas – Sebastián
- Cynthia Klitbo – Aurora
- Claudia Guzman – Gaby
- Miguel Macía – Roberto
- Marina Marín – Olivia
- Aurora Alonso – Gudelia
- Patricia Martinez – Olga
- Fabiola Elenka Tapia – Ana (gyerek)
- Juan Bernardo Gazca – Ángel (kamasz)
- Rodrigo Ramón – Ángel (gyerek)
- Luis Rábago -Carlos
- Marta Aura – Celia
- Bárbara Córcega – Mindys
- Ada Carrasco – Ada vda. de Robles
- Mauricio Ferrari – Anthony Grant
- Jaime Lozano – Chucho
- Rosa Furman – Rosario
- Blanca Sánchez – Producer
- Alaska – Önmaga
- Enrique Gilabert – Nicolás
- Rafaello – Marcelo
- Raquel Morell – Lizbeth
- María Montaño – Luciana
- Morenita – Linda
- Marcela Davilland – Elvira de Zambrano
- Mauricio Armando – Tomás (fiatal)
- Ricardo de Loera – rendőrfelügyelő
- Ana María Aguirre as Mercedes pszichiátere

## TVyNovelas-díj 1989
| Év   | Díj            | Kategória                     | Jelölt neve            | Eredmény |
| ---- | -------------- | ----------------------------- | ---------------------- | -------- |
| 1989 | TVyNovelas-díj | Az év telenovellája           | Carla Estrada          | Elnyerte |
| 1989 | TVyNovelas-díj | Legjobb férfi színész         | Arturo Peniche         | Jelölve  |
| 1989 | TVyNovelas-díj | Legjobb női főszereplő        | Erika Buenfil          | Elnyerte |
| 1989 | TVyNovelas-díj | Legjobb férfi főszereplő      | Omar Fierro            | Jelölve  |
| 1989 | TVyNovelas-díj | Legjobb női főgonosz          | Margarita Sanz         | Elnyerte |
| 1989 | TVyNovelas-díj | Legjobb újfelfedezett színész | Joaquín Cordero        | Elnyerte |
| 1989 | TVyNovelas-díj | Legjobb női mellékszereplő    | Elvira Monsell         | Elnyerte |
| 1989 | TVyNovelas-díj | Legjobb adaptáció             | Liliana Abud Eric Vonn | Elnyerte |

## Érdekességek
- José Elías Moreno és Olivia Bucio később együtt szerepeltek az Angelában.